# Siegfried Pater

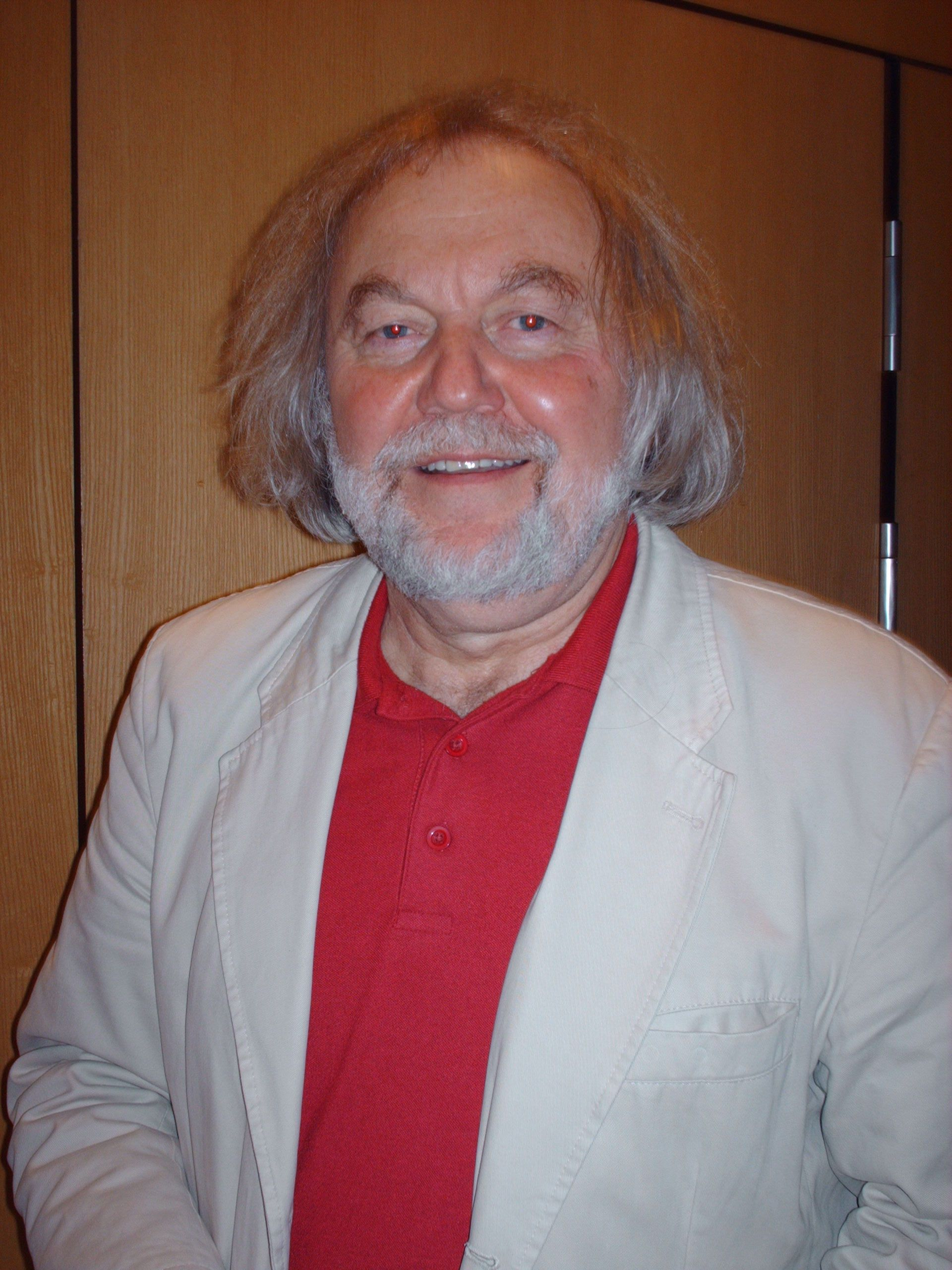
Siegfried Pater (2007)

Siegfried Josef Pater (* 26. Februar 1945 in Thum; † 7. Februar 2015 in Bonn) war ein deutscher Journalist, Schriftsteller und Filmregisseur.

## Leben
Nach dem Studium der Vermessungstechnik und Volkswirtschaft war Pater von 1967 bis 1969 Entwicklungshelfer in Brasilien. Zwischen 1980 und 1982 war er Mitglied des Verwaltungsrates des Deutschen Entwicklungsdienstes (DED) sowie Gründungsmitglied mehrerer entwicklungspolitischer und kultureller Organisationen wie der Heinrich-Böll-Stiftung und der Informationsstelle Lateinamerika. Pater veröffentlichte zahlreiche Bücher und Filme zum fairen Handel und zu anderen entwicklungspolitischen Themen. 1996 gründete er den Verlag Retap, den er bis zu seinem Tod leitete.

## Siegfried-Pater-Preis
Seit 2016 wird von Retap der mit 1500 Euro dotierte und nach ihm benannte Siegfried-Pater-Preis vergeben, mit dem publizistische Projekte gewürdigt werden sollen, die investigativ und partizipativ als Sprachrohr für mehr Gerechtigkeit sein wollen. Erste Preisträgerin war die Autorin Kathrin Hartmann; 2019 ging der Preis an die Journalistin Felicitas Rohrer.

## Auszeichnungen
- 1986: Eule des Monats
- 1998: Preis für Kultur und Umwelt der Stiftung des Ostens
- 2003: Oscar-Romero-Preis
- 2005: Spezialpreis der African Youth Foundation
- 2014: Bundesverdienstkreuz am Bande

## Schriften
- Abenteuer Gerechtigkeit. In einem halben Jahrhundert um die Welt. Retap-Verlag, Bonn 2012, ISBN 978-3-931988-28-9 (autobiographische Erinnerungen)
- Nipas Traum. Sauberes Wasser für Bangladesh (sic!). Retap-Verlag, Bonn, 2009, ISBN 978-3-931988-22-7.
- Hans-Jürgen Müller. Die Kunst im Zentrum des Lebens. Retap-Verlag, Bonn 2006, ISBN 3-931988-13-9.
- Menschen ohne Papiere. Retap-Verlag, Bonn 2005, ISBN 3-931988-12-0.
- Zuckerwasser. Vom Coca-Cola-Imperium. Retap-Verlag, Bonn 2002, ISBN 3-931988-09-0.
- Dr. med. Max Otto Bruker, der Gesundheitsarzt. Retap-Verlag, Bonn 2001, ISBN 3-931988-07-4.
- Wie kann Entwicklungshilfe wirklich helfen? Edition S. Pater, Bonn 2000, ISBN 3-931988-05-8.
- Zum Beispiel McDonald’s. Lamuv Verlag, Göttingen 2000, ISBN 3-931988-09-0.
- Die andere Zeugung. Das Geschäft mit der Unfruchtbarkeit. Edition S. Pater, Bonn 1996, ISBN 3-931988-02-3.
- Fremd unter Fremden. Deutschland aus Sicht der „Dritten Welt“. Edition S. Pater, Bonn 1996, ISBN 3-931988-00-7.
- Tabak. Rauchsignale auf dem Weltmarkt. DGB-Bildungswerk, Düsseldorf 1994, DNB 94468002X.
- Organhandel. Ersatzteile aus der Dritten Welt. Lamuv Verlag, Göttingen 1991, ISBN 3-88977-244-7.
- Das grüne Gewissen Brasiliens: José Lutzenberger. Lamuv Verlag, Göttingen 1989, ISBN 3-88977-195-5.
- Zum Beispiel Soja. Lamuv Verlag, Göttingen 1987, ISBN 3-88977-131-9.